# Mariana Bădinici
Mariana Andreescu, coniugata Bădinici (Bucarest, 26 marzo 1957), è un'ex cestista rumena.

## Carriera
Con la Romania ha disputato sei edizioni dei Campionati europei (1974, 1976, 1978, 1980, 1983, 1985).